# Davide Carnevali
Pour les articles homonymes, voir Carnevali.
Davide Carnevali, né à Milan en 1981, est un auteur dramatique italien.

## Biographie
Son entrée dans le monde du théâtre se fait en 2003 grâce à Laura Curino et Gabriele Vacis, avec lesquels il travaille en tant qu’assistant à la dramaturgie pour le monologue Il conte Aigor, utilisé dans l’émission télévisée Report (Rai 3). Après quelques mises en scène réalisées pour des théâtres alternatifs de Milan au début des années 2000, il est reconnu internationalement avec sa pièce Variations sur le modèle de Kraepelin, qui, en 2009, reçoit le Prix Marisa Fabbri du Prix Riccione ainsi que le prix Theatertext als Hörspiel du Stückemarkt Theatertreffen de Berlin, décerné pour la première fois à un auteur italien dans l’histoire du festival allemand. 
En France, Variations sur le modèle de Kraepelin a également reçu le Prix des Journées des Auteurs de Théâtre de Lyon 2012 (Domaine étranger). Variations sur le modèle de Kraepelin a été représentée en France en 2012 au Théâtre National Populaire de Lyon ; en Argentine en 2011, dans des théâtres off et au Teatro Nacional Cervantes à Buenos Aires ; en Espagne, en 2012 à la Sala Beckett de Barcelone. D’autres créations de ce texte ont été réalisées par le Théâtre National d’Estonie en 2013 et par le Théâtre National de Roumanie en 2015. 
Parmi ses œuvres, les plus connues sont Come fu che in Italia scoppiò la rivoluzione ma nessuno se ne accorse (Comment se fait-il qu’en Italie la révolution a éclaté et que personne ne s’en est rendu compte), vainqueur du Prix Borrello et représentée en Italie de 2011 à 2013, et Sweet Home Europa, qui a été mis en scène au Schauspielhaus Bochum dont la Deutschlandradio Kultur a réalisé une adaptation radiophonique. La première production italienne a lieu au Teatro di Roma en 2015 dans la mise en scène de Fabrizio Arcuri, et sera invitée à Paris par le Théâtre de la Ville. Sweet Home Europa a également été mis en lecture à la Comédie-Française en 2012 et mis en scène plusieurs fois en Argentine et en Allemagne.
En 2013, Davide Carnevali a remporté le Premio Riccione (it), le prix italien le plus important pour la nouvelle dramaturgie, avec sa pièce Portrait d’une femme arabe qui regard la mer.
Ses œuvres ont été représentées dans plusieurs festivals français (Face à Face, Chantiers d’Europe, La Mousson d’été, Les Journées des Auteurs de Théâtre de Lyon, Festival Actoral, Printemps des Comédiens, Terres de paroles) et dans divers festivals internationaux. Elles ont été traduites en allemand, anglais, catalan, espagnol, estonien, français, grec, hongrois, polonais, roumain, russe. 
En France, ses pièces sont traduites par Caroline Michel et sont publiées par la maison d’édition Actes Sud.